# NGC 6670-2
NGC 6670-2 is een spiraalvormig sterrenstelsel in het sterrenbeeld Draak. Het ligt ongeveer 400 miljoen lichtjaar van de Aarde verwijderd en werd op 31 juli 1886 ontdekt door de Amerikaanse astronoom Lewis A. Swift. NGC 6670-2 interageert met NGC 6670-1: hun kernen bevinden zich 50.000 lichtjaar van elkaar.

## Synoniemen
- UGC 11284
- MCG 10-26-44
- ZWG 301.31
- 7ZW 812
- PGC 62033